# Thoisy-la-Berchère
Thoisy-la-Berchère és un municipi francès, situat al departament de la Costa d'Or i a la regió de Borgonya - Franc Comtat. L'any 2007 tenia 296 habitants.

## Demografia

### Població
El 2007 la població de fet de Thoisy-la-Berchère era de 296 persones. Hi havia 130 famílies, de les quals 48 eren unipersonals (24 homes vivint sols i 24 dones vivint soles), 35 parelles sense fills, 35 parelles amb fills i 12 famílies monoparentals amb fills.
La població ha evolucionat segons el següent gràfic:
Habitants censats

### Habitatges
El 2007 hi havia 207 habitatges, 131 eren l'habitatge principal de la família, 44 eren segones residències i 31 estaven desocupats. 204 eren cases i 3 eren apartaments. Dels 131 habitatges principals, 105 estaven ocupats pels seus propietaris, 13 estaven llogats i ocupats pels llogaters i 13 estaven cedits a títol gratuït; 3 tenien una cambra, 8 en tenien dues, 30 en tenien tres, 31 en tenien quatre i 60 en tenien cinc o més. 72 habitatges disposaven pel capbaix d'una plaça de pàrquing. A 56 habitatges hi havia un automòbil i a 52 n'hi havia dos o més.

### Piràmide de població
La piràmide de població per edats i sexe el 2009 era:
| Homes | Edats   | Dones |
| ----- | ------- | ----- |
| 0     | 95 o +  | 0     |
| 0     | 90 a 94 | 0     |
| 4     | 85 a 89 | 12    |
| 12    | 80 a 84 | 4     |
| 8     | 75 a 79 | 12    |
| 12    | 70 a 74 | 8     |
| 12    | 65 a 69 | 4     |
| 4     | 60 a 64 | 8     |
| 8     | 55 a 59 | 4     |
| 12    | 50 a 54 | 8     |
| 4     | 45 a 49 | 12    |
| 8     | 40 a 44 | 12    |
| 0     | 35 a 39 | 8     |
| 20    | 30 a 34 | 12    |
| 8     | 25 a 29 | 4     |
| 8     | 20 a 24 | 0     |
| 4     | 15 a 19 | 4     |
| 8     | 10 a 14 | 4     |
| 8     | 5 a 9   | 4     |
| 4     | 0 a 4   | 4     |

## Economia
El 2007 la població en edat de treballar era de 165 persones, 128 eren actives i 37 eren inactives. De les 128 persones actives 120 estaven ocupades (68 homes i 52 dones) i 8 estaven aturades (4 homes i 4 dones). De les 37 persones inactives 20 estaven jubilades, 5 estaven estudiant i 12 estaven classificades com a «altres inactius».

### Ingressos
El 2009 a Thoisy-la-Berchère hi havia 129 unitats fiscals que integraven 302 persones, la mediana anual d'ingressos fiscals per persona era de 14.578 €.

### Activitats econòmiques
Dels 11 establiments que hi havia el 2007, 1 era d'una empresa de fabricació d'altres productes industrials, 3 d'empreses de construcció, 2 d'empreses de comerç i reparació d'automòbils, 1 d'una empresa de transport, 1 d'una empresa d'hostatgeria i restauració, 1 d'una empresa immobiliària, 1 d'una empresa de serveis i 1 d'una entitat de l'administració pública.
Dels 3 establiments de servei als particulars que hi havia el 2009, 1 era una lampisteria, 1 electricista i 1 restaurant.
L'únic establiment comercial que hi havia el 2009 era una botiga de menys de 120 m².
L'any 2000 a Thoisy-la-Berchère hi havia 22 explotacions agrícoles que ocupaven un total de 2.128 hectàrees.

## Equipaments sanitaris i escolars
El 2009 hi havia una escola elemental integrada dins d'un grup escolar amb les comunes properes formant una escola dispersa.

## Poblacions més properes
El següent diagrama mostra les poblacions més properes.